# Caelostomus elegans
Sous-genre
Synonymes
- Caelostomus (Caelostomus) elegans Straneo, 1938

Caelostomus elegans est une espèce de coléoptères de la famille des Carabidae, de la sous-famille des Pterostichinae et de la tribu des Caelostomini. Elle est trouvée à Palembang dans le sud de l'île de Sumatra, en Indonésie.